# Graham Vick
Graham Vick (Birkenhead, 30 de diciembre de 1953-Londres, 17 de julio de 2021) fue un director de ópera británico conocido por sus puestas en escena experimentales y revisionistas de óperas tradicionales y modernas. Trabajó en muchos de los teatros de ópera principales del mundo y fue director artístico de la Birmingham Opera Company hasta su muerte.

## Vida y carrera
Vick estudió en el Royal Northern College of Music en Mánchester. A los 24 años, dirigió una producción de Savitri, de Gustav Holst para la Scottish Opera, y se convirtió en el director de producción de la compañía en 1984. De 1994 a 2000, Vick fue director de producción en el Festival de Glyndebourne.
En 1987 fundó la Birmingham Opera Company donde todavía seguía siendo su director artístico. Sus producciones en Birmingham incluyen la primera producción en el Reino Unido de Otello que presentó un tenor negro en el papel protagonista en 2009, y el estreno mundial, en 2012, de la difícil obra de Karlheinz Stockhausen Mittwoch aus Licht.
Vick fue nombrado Comendador de la Orden del Imperio británico (CBE) en 2009.

## Videografía
Muchas de las producciones de Vick pueden ser vistas en DVD, incluyendo Lulu (Glyndebourne, 2004), y Falstaff (Covent Garden, 2001), con la que se reinauguró el teatro londinense tras las obras de rehabilitación.